# Rolf Becher
Rolf Becher (* 21. September 1906 in Karlsbad; † 19. Februar 2002), Sohn des Likörfabrikanten Rudolf Becher (1859–1925) und der Pianistin Leontine Becher, geb. Pupp (1869–1953), war ein deutscher Reiter und Pferdeausbilder, der aus dem Springstil des Rittmeisters Federico Caprilli das sogenannte Chiron-Springen entwickelte und damit Caprillis Methode lehr- und erfassbar machte. Von 1927 bis zum Ausbruch des Zweiten Weltkrieges war er in Dressur-, Spring- und Vielseitigkeitsprüfungen gleichermaßen erfolgreich.
Nach 1948 arbeitete er mit dem bedeutenden Hippologen Gustav Rau am Wiederaufbau der Sportreiterei in Deutschland. Bechers Lebensweg trennte sich Mitte der 1950er Jahre von der Sportreiterei, deren zunehmend elitäre Ausrichtung und Degradierung des Pferdes zum Sportgerät er nicht mittragen wollte.
Nach Bechers Rückzug aus dem deutschen Sportreitwesen ist es um ihn zunächst still geworden. Ab den 1970er Jahren publizierte er Titel wie "Erfolg mit Longe, Hilfszügel und Gebiss", "Natürliches Reiten", "Hindernisse - Parcours - Geländestrecke" im Hoffmann Verlag. Die Aufnahme seiner Chiron-Methode ins Ausbildungskonzept von Ursula Bruns im FS Reit-Zentrum Reken bescherte Rolf Becher ab Mitte der 1980er Jahre eine unerwartete Popularität sowie einen interessanten und tätigkeitsreichen Lebensabend.

## Werke
- Erfolg mit Longe, Hilfszügel und Gebiss. Eine klassische Lehre. Heidenheim an der Brenz 1970, 87 S. mit Abb.
- Chiron im Sattel. Eine Springlehre auf Caprilli-Basis. Friedberg/Hessen 1990, 160 S. mit 117 Illustrationen; erweiterte Neuausgabe: Rolf Bechers Springschule. Das Chiron-System. Erziehung des Pferdes zu Selbständigkeit und Partnerschaft. Creußen 2002, 145 S.